# B組賽車

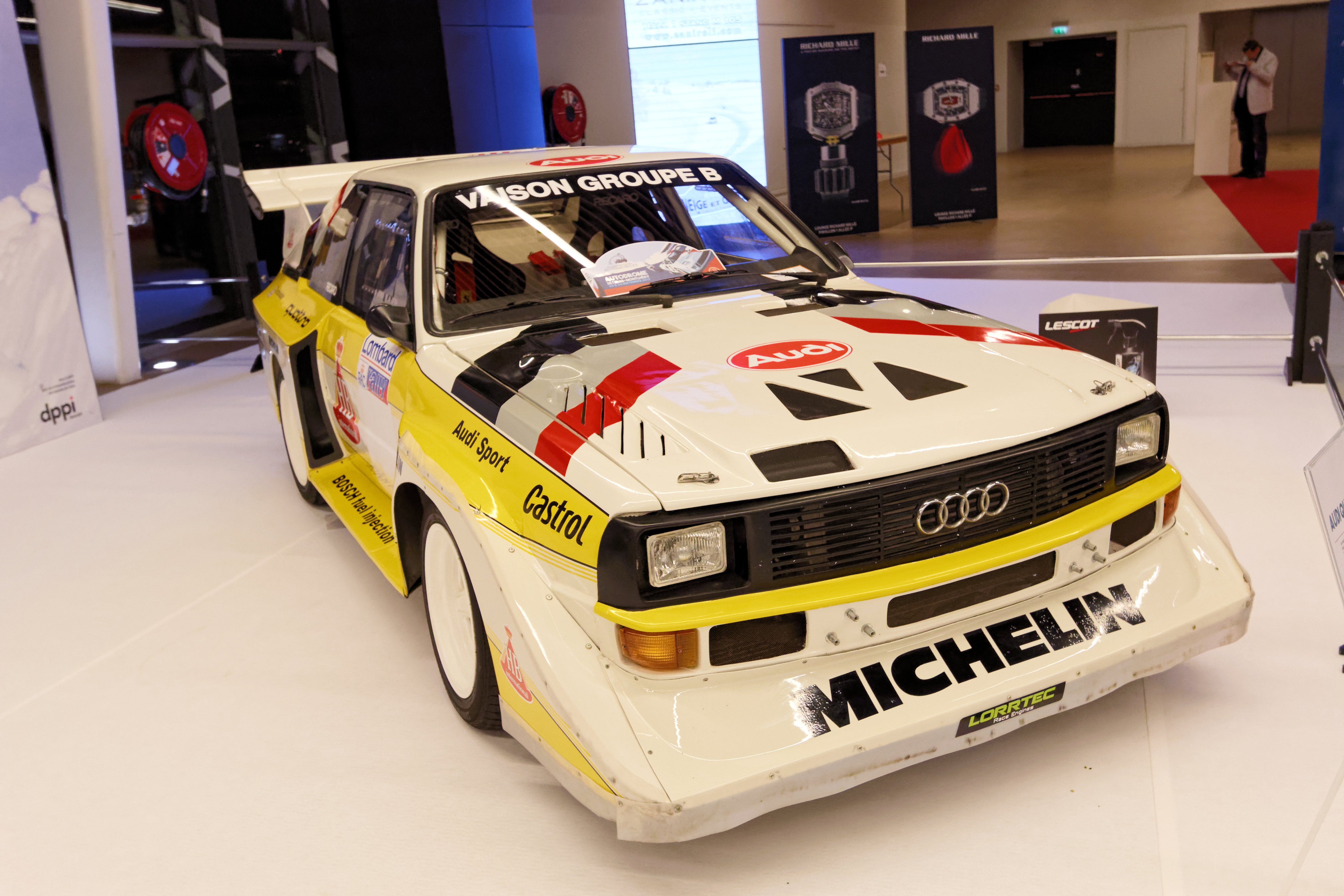
奧迪Quattro是B組賽車參賽車輛之一

B組賽車（Group B）是国际汽车联合会于1982年制定的一種賽車運動分類。不過由於該項賽事的賽車速度太快，賽車手來不及反應，B組賽車賽事經常出現重大事故和人員傷亡，在1986年5月初所舉辦的科西嘉島拉力賽更導致駕駛蘭吉雅Delta S4的亨利·托沃寧與其領航員塞爾希奧·克雷斯托發生嚴重事故並當場身亡，事故之後，有關B組賽車的大多數拉力賽事基本上停辦，僅剩下達卡拉力賽、派克峰國際爬山賽以及歐洲拉力賽等賽事無條件或者有條件的允許B組賽車參賽。
B組級別直至2011年才被國際汽聯正式取消。